# Jana de la selva
Jana de la selva es una serie de dibujos animados de los 70s de la compañía Hanna-Barbera, que tiene como protagonista a Jana, una joven que vive en la selva Sudamericana y es considerada como una versión femenina de Tarzán.

## Argumento
Jana es una niña que se queda huérfana en la selva amazónica y es criada por el jefe nativo, Montaro. A medida que crece, se convierte en una joven esbelta que se siente como en casa en la selva, armada sólo con un collar especial que puede utilizar como un arma arrojadiza y con su compañero el jaguar, Sombra. Juntos, con Montaro, que está armado con una lanza que simboliza el poder místico del Estado Mayor, buscan a su padre y ayudan a la gente que se encuentran a lo largo de sus aventuras contra los peligros de la selva y sus enemigos.

## Descripción del personaje y habilidades
Jana es una joven esbelta, aparentemente de nacionalidad norteamericana, de cabello rubio casi albino, ojos verdes, anda siempre con los pies descalzos, ataviada únicamente con una malla enteriza hecha con la piel de algún animal sin especificar y una gargantilla regalo de su padre que utiliza como arma arrojadiza. Posee gran agilidad, la habilidad de arrojar la gargantilla como si fuese un chakram para cortar objetos y también puede comunicarse con los animales a través de un agudo grito.

## Personajes
| Protagonistas      | Voz original | Voz en la versión mexicana |
| ------------------ | ------------ | -------------------------- |
| Jana de la selva   | B.J.Ward     | Rocío Garcel               |
| Montaro            | Ted Cassidy  |                            |
| Dr. Michael cooper | Michael Bell |                            |

## Premisa
Cada capítulo de la serie comenzaba con Janna navegando junto a su padre en una pequeña embarcación llamada "Princess Jana" (princesa Jana). Es ella en primera persona quien pone al espectador al tanto de cómo comienzan sus aventuras en la selva.
"Lo último que recuerdo es que al ir navegando río arriba con mi padre, me obsequiaron una gargantilla y de pronto..." (aquí ella hace una pausa y se muestra que la embarcación choca contra una roca dando lugar a que padre e hija caigan al agua).
"Fui rescatada por Montaro, último descendiente noble de una tribu desaparecida. Buscamos a mis padres pero jamás los encontramos. Montaro, Tico (una zarigüeya de agua) y mi jaguar Sombra, me han ayudado a cuidar la selva y a todos los que habitan en ella. Crecí bajo la ley de la naturaleza y ahora todos los animales son mis amigos. Soy Jana de la selva".

## Episodios
La serie fue emitida originalmente en el año 1978 y constó de una sola temporada con un total de 13 episodios
| Episodio | Título original              | Título en castellano          |
| -------- | ---------------------------- | ----------------------------- |
| 1        | "The golden idol of Gorgas"  | "El ídolo dorado de Gorgas"   |
| 2        | "Katuchi danger"             | "Katuchi en peligro"          |
| 3        | "Race for life"              | "Carrera por la vida"         |
| 4        | "The cordillera volcano"     | "La cordillera volcánica"     |
| 5        | "The animal snatchers"       | "Los ladrones de animales"    |
| 6        | "The renegade"               | "El renegado"                 |
| 7        | "Rogue elephant"             | "El elefante pícaro"          |
| 8        | "The prisioner"              | "El prisionero"               |
| 9        | "The invaders"               | "Los invasores"               |
| 10       | "Dangerous cargo"            | "La carga peligrosa"          |
| 11       | "The sting of the tarantula" | "La picadura de la tarántula" |
| 12       | "Countdown"                  | "Cuenta regresiva"            |
| 13       | "Suspicion"                  | "Sospecha"                    |